# 胡志明市華人

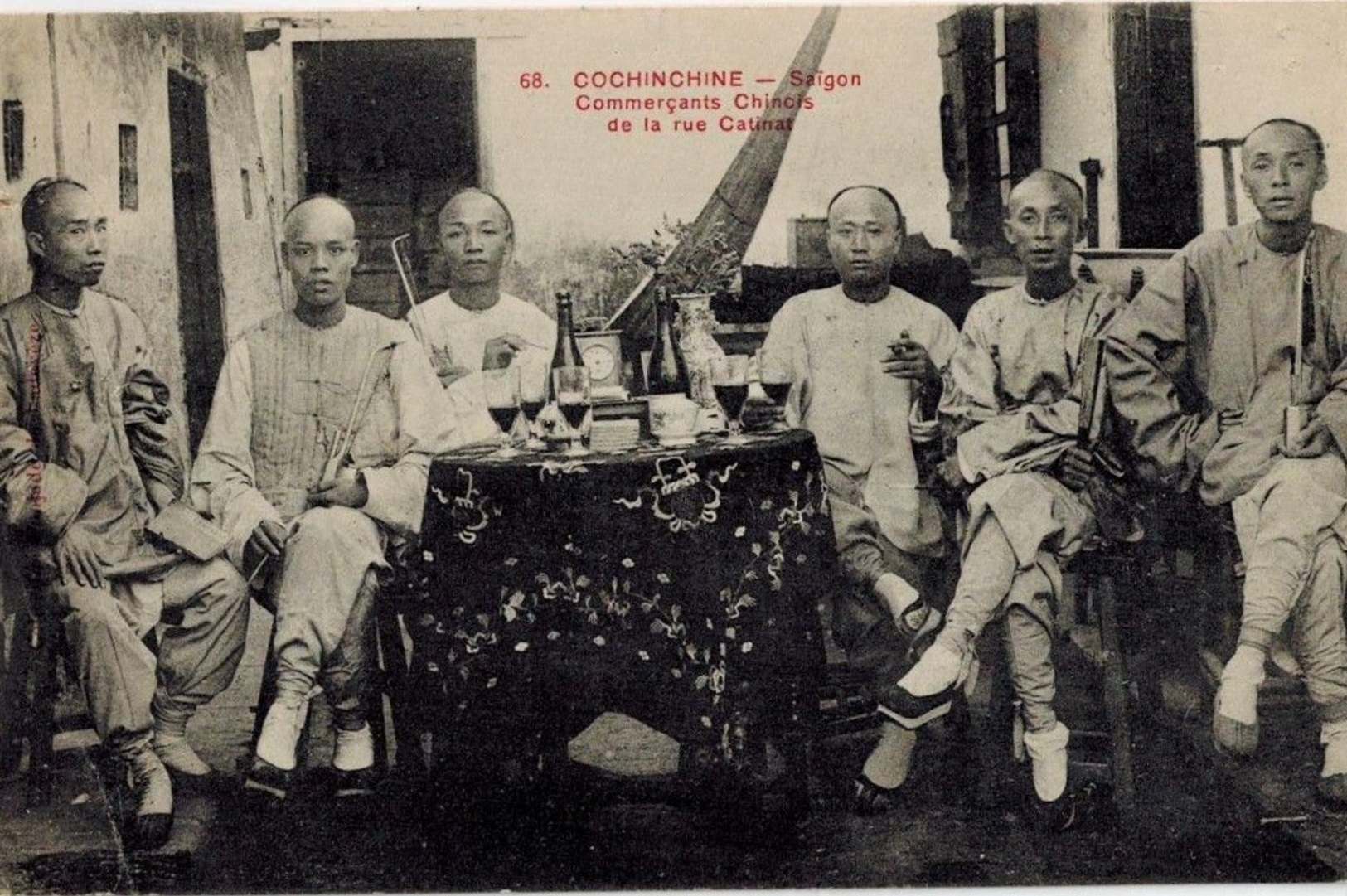
20世纪初西贡的华人

胡志明市華人總共有50多萬。他們主要住在堤岸（第五郡的西部和第六郡部分區域），是胡志明市經濟發展要素之一。

## 歷史
胡志明市華人於明末清初陸續遷入越南南部，大多數為反清復明的人士。一開始，他們在鋪洲、同奈江成立了買賣區域。1778年-1782年，阮文惠率領西山軍隊進攻阮福映的軍隊。由於鋪洲華人幫助阮映，所以鋪洲被西山軍搶奪、殘殺。鋪洲華人則遷至離鋪洲30公里的堤岸，再度成立買賣區。由於貿易蓬勃發展，堤岸成為一個熱鬧的買賣城市。法國統治時期，法國政府把離堤岸15公里左右的西貢規劃成西貢市（即今天的胡志明市的中心），當時該城市大約有50萬人口。此時期，華人經濟位置最高。華人商人跟法國人關係友好。
1954年，北越在奠邊府戰役中贏得對法軍的決定性勝利，法國撤出越南北部，第一次印度支那战争結束。根據日內瓦會議的決議，南北越以北緯17度線分治，越南北部由北越的胡志明統治，南部由南越保大皇帝控制。1955年，吳廷琰在西貢發動政變推翻了保大皇帝，建立越南共和國（稱「南越」），首都西貢市。此時，華人與政府維持特別關係。政客常靠華人商人金融協助為奪得政治權力。
1975年4月30日南越戰敗，西貢淪陷，越南共產軍隊戰勝，美越戰爭結束。1976年，越南（原北越）國會決定改名西貢為胡志明市，實施國有化政策，於是越南的華人經濟經歷困難階段。1979年，中越邊境衝突爆發，同時越南國內發動了大規模的排華運動，導致大量越南的華人逃離越南前往東南亞其它國家或中國、法國、美國。由於越南施行計劃化經濟政策，禁止私人買賣，僅剩的越南華人群體則經濟艱困。1986年，越南共產黨召開第六屆全國大會，決定改革經濟，廢除閉關鎖港政策，華人商業才重新產生動力。如今，雖然華人人口僅佔胡志明市百分之六，可是他們佔該市經濟的比例高達百分之三十。同時，華人也使胡志明市出現具特色的傳統文化。2007年，胡志明市文化廳舉辦「華人文化日」。

## 祖籍和語言
胡志明市華裔有50多萬，占越南華人全部數量的一半左右，占了胡志明市人口6%，祖籍有廣府（廣肇）、潮州、福建（閩南）、客家和海南，華人社群中廣府人占50%，潮州人占30%，語言主要為粵語和越南話，其他語言還有潮州話和客家話，部分會說官話。